# Beatrix Balogh
Beatrix Balogh (ur. 12 grudnia 1974 w Kaposvárze) – węgierska piłkarka ręczna, wielokrotna reprezentantka Węgier, skrzydłowa. Zdobyła wicemistrzostwo Olimpijskie 2000 r. w Sydney. Jest również wielokrotną medalistką mistrzostw Świata i Europy. Obecnie jest grającą trenerką w węgierskim Marcali VSZSE.

## Sukcesy

### reprezentacyjne
Mistrzostwa Europy:
- 1998:  brązowy medal mistrzostw Europy; Holandia
- 2000:  mistrzostwo Europy; Rumunia
- 2004:  brązowy medal mistrzostw Europy; Węgry

 Mistrzostwa Świata:
- 2005:  mistrzostwo Świata; Rosja

Igrzyska Olimpijskie:
- 2000:  brązowy medal mistrzostw Olimpijskich; Sydney

### klubowe
Puchar EHF:
- 1998, 2005

Liga Mistrzyń:
- 1999

Mistrzostwa Węgier:
- 1998, 1999, 2001

Puchar Węgier:
- 1998, 1999

Mistrzostwa Austrii:
- 2002, 2003, 2004

Puchar Austrii:
- 2002, 2003, 2004

## Nagrody indywidualne
- 2001: najlepsza prawoskrzydłowa Mistrzostw Świata we Włoszech.